# Unzenberg
Unzenberg település Németországban, Rajna-vidék-Pfalz tartományban. Lakosainak száma 426 fő (2023. december 31.). Unzenberg Kirchberg, Rödern és Schönborn községekkel határos.

## Népesség
A település népességének változása:
| Lakosok száma | 389  | 412  | 414  | 385  | 408  | 426  |
|               | 1975 | 2017 | 2019 | 2021 | 2022 | 2023 |